# Pleurogonium angustum
Pleurogonium angustum is een pissebed uit de familie Paramunnidae. De wetenschappelijke naam van de soort is voor het eerst geldig gepubliceerd in 1972 door Oleg Grigor'evich Kussakin.